# Traian Dorz
Traian Dorz (n. 25 decembrie 1914, în cătunul Râturi (azi Livada Beiușului) din comuna Mizieș, Austro-Ungaria – d. 20 iunie 1989 Livada Beiușului, România) a fost un poet român.

## Date biografice
S-a născut la 25 decembrie 1914, în satul Râturi (azi, Livada Beiușului), județul Bihor, într-o familie de țărani săraci, fiu al lui Constantin și al Mariei Dorz. La terminarea celor 7 clase primare în satul natal, unde l-a avut învățător pe Savu Halbac, a primit ca premiu cartea „Corabia lui Noe”, scrisă de preotul Iosif Trifa, liderul mișcării Oastea Domnului. Cartea avea să-i schimbe viața (cum afirmase chiar el). Mai apoi se înscrie la Școala de Arte și Meserii din Beiuș și la Liceul Militar din Târgu Mureș, la care însă renunță din cauza interdicțiilor impuse de părinți, care îl vor „om gospodar” întru cele ale satului.
Printr-o scrisoare adresată centrului Oastei din Sibiu, îl ruga pe Iosif Trifa să-l înscrie și pe el în rândurile ostașilor și să-i trimită foaia Oastea Domnului, suplimentul duhovnicesc al săptămânalului Lumina Satelor. 
Începând din 1934, Traian Dorz devine colaborator apropiat al preotului Iosif Trifa, iar un an mai târziu îi apare primul volum de versuri, intitulat „La Golgota”, în 1937 publică volumul „Pe drumul crucii“. 

## Activitatea jurnalistică
În anul 1934 se alătură echipei preotului Iosif Trifa, fiind angajat ca redactor la revistele Oastei: Oastea Domnului, Isus Biruitorul, Ecoul, Glasul Dreptății sau Ostașul Domnului. Din 1938 și până în 1943, împreună cu învățătorul Ioan Marini, va fi redactor la Oradea, la Cluj sau în alte locuri din țară al publicațiilor religioase: Ogorul Domnului, Viața Creștină, Misionarul Vieții Creștine, Familia Creștină, precum și al calendarelor-almanah ale acestora.
Cu privire la activitatea sa gazetărească, o notă a fostei Securități informa:
„A colaborat la mai multe ziare: Oastea Domnului, Isus Biruitorul, Familia creștină și altele și în articolele scrise a făcut comentarii și caricaturi cu conținut legionar, fascist și anticomunist (…) A intrat în legătură cu diverși legionari fugari cărora le-a furnizat materiale de propagandă.”— Arhiva CNSAS 

## Prigoana comunistă
Prin decizia nr 98 din 1949, Oastea Domnului a fost scoasă în afara legilor canonice și a interzis preoților să mai permită membrilor ei să desfășoare activitate în biserica, pentru că „«ostașii» au încercat sa dea o nouă interpretare dogmelor religioase ortodoxe.” După decesul lui Iosif Trifa, în 1938, Traian Dorz a fost recunoscut ca lider al asociației Oastea Domnului și a continuat acțiunile de evanghelizare în satele din Transilvania. În aceeași măsură a luptat, după 1949, când a fost scoasă în afara legii, pentru recunoașterea Oastei Domnului, fără succes însă. 
Poetul a fost prima dată arestat (timp de 3 luni) în decembrie 1947, „în urma propagandei religioase depusă.” Ulterior, în 1950, a fost din nou reținut și deținut un an în penitenciarul Oradea pentru că ar fi făcut parte din Mișcarea Legionară, deși „însă nu există alt material de verificare la dosar.” După eliberare „își continuă activitatea prin participarea la diferite cântări în biserică, activând până în anul 1952”, motiv pentru care nu a stat pentru mult timp în libertate, fiind reținut din nou în 1952 și încadrat într-o colonie de muncă pe timp de 60 luni, urmând să fi pus în libertate la data de 25 decembrie 1957. Din 1956, când a fost eliberat de la domiciliul obligatoriu pe care l-a avut într-un sat de pe câmpia Bărăganului, s-a stabilit în localitatea Călanul Mic din județul Hunedoara, unde a activat pe lângă bisericile ortodoxe din această regiune.
În primăvara anului 1959, pe 13 martie, a fost arestat din nou și condamnat pentru activitatea în Oastea Domnului. Cu puțin înainte de a fi din nou arestat, șeful Direcției Regionale Cluj, colonelul Iosif Breban, a aprobat hotărârea de deschidere a dosarului său de urmărire informativă, cu scopul de a se obține cât mai multe informații cu privire la activitatea acestuia. Din materialele „verificate și neîndoielnice” deținute de Securitate reiese că Traian Dorz „s-a manifestat dușmănos împotriva regimului democrat” și „a făcut propagandă împotriva prădări cotelor obligatorii.”
După dizolvarea mișcării Oastea Domnului, Traian Dorz „continuă să întrețină legături pe mai departe cu conducători și membri ai acestei asociații prin scrisori și prin legături directe. Dovezile neîndoielnice constau din: Declarațiile martorilor și ale sala personale, precum din scrisorile și materialele de propagandă găsite la locuința sa cu ocazia percheziției ce s-a făcut în 1950”, astfel că „în baza materialelor verificate și neîndoielnice anexate, care dovedesc activitatea contrarevoluționară împotriva Republicii Populare Române”, Securitatea a propus deschiderea dosarului de acțiune informativă.

### Tentativele întreprinse în vederea legalizării Oastei Domului
Prima etapă privind intențiile de legalizare ale Oastei Domnului a avut loc între anii 1956 – 1958 și a constat în expedierea unor adrese și memorii Patriarhiei sau Departamentul Cultelor, cea de-a doua etapă a avut loc în februarie 1971, cu ocazia împlinirii a șaptezeci de ani de viață ai patriarhului Justinian Marina, când Traian Dorz i-a trimis acestuia o scrisoare de felicitare, prin care îl ruga să intervină pentru rezolvarea acestei probleme. Traian Dorz a mai apelat la Patriarhul Justinian și anterior în problema legalizării mișcării Oastea Domnului:
„Fiind foarte cunoscut printre preoții bisericii ortodoxe din țară, a fost chemat de către episcopia de la Arad în scopul de a se interveni pe lângă Patriarhia de la București și de a-i da o formă legală acestei organizații.”
„Cu recomandația episcopiei de la Arad, Dorz Traian a plecat la București unde a fost primit de către patriarhul Justinian Marina, căruia i-a ceru să recunoască în mod legal această organizație, pentru a nu mai avea de-a face cu autoritățile. După câteva zile, Traian Dorz a primit o scrisoare din partea patriarhului BOR, prin care acesta îi mulțumește pentru urări. Această scrisoare mai conținea un adaos, în care patriarhul Justinian îl invita pe Dorz să-i trimită un memoriu confidențial «cu  privire la necazurile de care amintește în scrisoarea din 9 martie a.c. »””— Arhiva CNSAS 
Poetul continuă lupta religioasă până în 1981, când este condamnat la 2 ani închisoare conform articolului 94 din Legea 3/1974. Eliberat în ianuarie 1982.

## Opera
Poezii
În închisoare a scris, sau s-a gândit să scrie, fără să aibă posibilitatea materială de a-și duce intenția la îndeplinire, și memorizând cele analizate, aproape 200 de poezii. În aceste condiții neînchipuit de grele, cu multe sacrificii, lipsuri și riscuri de tot felul, au fost create în închisoare și lagăre de muncă forțată ori în precarele pauze de libertate, cele aproximativ 100 de titluri de lucrări . Unele volume din această vastă opera cuprind eseistică religioasă, meditații creștine, altele sunt niște avântate pledoarii pentru păstrarea credinței, iar altele, povestiri pentru copiii de toate vârstele. Poeziile sale totalizează un număr de peste 5000 de titluri, la care se mai adaugă 7000 de proverbe versificate, inspirate din înțelepciunea românească sau a altor popoare .
Din toată această operă, doar câteva volume de poezii au văzut lumina tiparului până în 1947. Creația poetică a acestor ani este strânsă în volumul Spre Țara dragostei, apărut în 1947.
O poezie cunoscută este "Un lung tren ne pare viața".
Activitatea de samizdat și tipărirea operei în afara RPR/RSR
După 1948, timp de mai bine de patruzeci de ani, nu s-a tipărit în țară nici o carte dorziană. Manuscrisele erau însă copiate cu mâna sau la mașina de scris, în clandestinitate și în condiții de mare risc (Samizdat). Existența acestor acțiuni dovedește cât de mare era setea după literatura creștină, și în general cât de mare era atașamentul românilor la ideea de libertate de opinie, după Cortina de Fier ridicată de puterea sovietică la sfârșitul celui de-al Doilea Război Mondial . La fel de primejdioasă și ilegală era răspândirea operei prin benzi magnetice.
O parte din opera poetică a lui Traian Dorz a văzut lumina tiparului în străinătate, prin bunăvoința mai mult sau mai puțin dezinteresată a unor credincioși neoprotestanți. Acceptul pentru tipărirea acestor lucrări a fost dat de către autor numai după ce repetatele încercări de publicare în România au eșuat.
Tipărirea în afara țării a acestor cărți a atras mânia autorităților comuniste care, în ciuda tuturor așteptărilor, tocmai într-o perioadă de mai mare deschidere spre Occident prin relații economice și culturale, în 1982, l-au arestat pe poet și l-au condamnat la doi ani de închisoare pentru delictul de tipărire și răspândire de literatură interzisă. Traian Dorz a fost însă eliberat după câteva luni, în urma intervenției opiniei publice din străinătate. Ajuns din nou în mijlocul fraților săi de credință, eroul creștin își va continua lupta cu și mai multă dârzenie pentru apărărea adevărului și pentru recunoașterea legală și de către Biserica Ortodoxă Romană a Mișcării Oastei Domnului .
La Golgota
Tema majoră a creației dorziene o constituie Golgota, „izvorul nețărmuritei și veșnicei iubiri”, și biruința învierii lui Iisus cel Răstignit. Pentru unii, poetul ar putea să pară o liră monocordă: Iisus, Iisus, Iisus. Dar pe această liră, cântarea poetului ne face să simțim adâncimile inefabile ale credinței. Aceasta, pentru că în Iisus, așa cum ne spune apostolul neamurilor, „sunt ascunse toate vistieriile înțelepciunii și ale cunoștinței” (Col. 2, 2-3 ) și de aici, îndemnul aceluiași apostol: „Iar peste toate acestea, îmbrăcați-vă în dragoste, care este legătura desăvârșirii” (Ibid. 3, 14 ). Iar dacă Dumnezeu este iubire, atunci înțelegem de ce acest poet este un cântăreț înfocat al Iubirii. Din acest ocean fără margini izvorăsc toate apele creației sale lirice. Realitățile vieții și ale istoriei, transfigurate și primind aura veșniciei, devin pe harfa sa tot atâtea râuri care se reîntorc tot în el, găsindu-și și împlinirea, și desăvârșirea.
Locurile noastre sfinte
În volumul Locurile noastre sfinte - o îmbinare fericită între poezie și proză - locurile, evenimentele și personalitățile istoriei românești nu sunt văzute doar sub aspectul lor real. Poetul scoate la lumina tocmai planul spiritual-metaforic al acestora, scoțând în evidență partea lor nevăzută, dar care devin accesibile prin ochiul credinței, căci credința, conform celebrei definiții pauline, este o „încredere neclintită în lucrurile nădăjduite, o puternică încredințare despre lucrurile care nu se văd”  . Astfel, toate aceste realități primesc o dimensiune hieratică, devenind niște uriașe fresce în catedrala istoriei noastre. Meșterul Manole, Avram Iancu, Tudor Vladimirescu, Horia, Alba Iulia, Târgu Jiu, Curtea de Argeș, Mureșul, Oltul, bisericile și troițele maramureșene, toate acestea se transformă în personaje sau în locuri emblematice ale spațiului nostru mioritic, ducându-ne în final spre Patria de dincolo de zare, așa cum se arată în aceeași digresiune a Sf. Paul legată de credință - patria pământească este o reflectare în oglindă a patriei cerești. În acest fel, această carte-album se transformă într-un manual de educație a tuturor generațiilor, autorul devenind un pedagog național.
Minune și Taină
La fel de original în valențele sale spiritual-morale este și volumul Minune și Taină, dedicat Maicii Domnului. Preacurata Născătoare de Dumnezeu, în viziunea poetului, este în același timp și modelul de mamă pentru toate femeile din lume. Maica Domnului, așa cum este ea înfățișată de poetul transilvănean, trăiește sub cerul românesc, în țara aceasta din care a făcut o grădină a sa. De aceea și gesturile sale, și grija pentru Pruncul Sfânt ne aduc în fața imaginea mamei după cea mai bună și sfântă tradiție a meleagurilor românești. Din acest unghi spiritual, poetul a „românizat” întreaga imagine a Maicii Domnului în cel mai nobil înțeles al cuvântului.
Privire generală asupra operei
Într-o vreme ca aceea a zilelor noastre, în care interesul pentru poezie scade tot mai mult, publicul găsind alte căi pentru a-și hrăni și desfăta sufletul și chiar trupul, pentru a-și satisface setea de frumos, poezia psalmistului bihorean încearcă a mișca inimile și conștiințele, de a le transforma, înnoindu-le, prin mesajul religios-ascetic al lui Iisus Hristos, Mântuitorul lumii.
Peste o mie din poeziile sale au fost asociate cu melodii adecvate , intrând astfel în biserici, în mănăstiri și în alte medii religioase din țară și de peste hotare. Dovada ne-o oferă cea de-a opta ediție a acestor cântări nemuritoare, ce apare sub titlul Să cântăm Domnului .
Cu toate că poetul a cunoscut suferința pe toate treptele ei, el rămâne un poet al luminii, al iubirii, al credinței și smereniei. Versurile sale îmbracă expresia imnului și a odei sau devin, când e cazul, o antiteză de mare putere artistică, puse în slujba lui Dumnezeu într-o lume în care cel rău se silește pe orice cale să împingă pe om la păcat, adică la desfigurarea sa moral-spirituală. Așadar, aceste versuri au devenit niște cântări luptătoare.
Traian Dorz a decedat în noaptea spre dimineața zilei de 20 iunie 1989.
Prin patosul ideilor, prin calitatea expresiei poetice, prin mesajul ei divin-uman, opera creată de Traian Dorz îl situează în constelația unor mari creatori ai sensibilității religioase, precum ieroschimonahul Daniil Tudor, Vasile Voiculescu, Radu Gyr, Nichifor Crainic, Vasile Militaru, Ioan Alexandru, iar prin conotațiile mistice, de ce nu, și cu Daniel Turcea . Într-un cadru cultural mai larg, caracterul religios-naiv al operei dorziene, cu metaforele și imaginile ei, sugerează comparații cu poetul englez William Blake, sau pictorul olandez Van Gogh, pe când acesta din urmă încerca să păstorească pe minerii din regiunea belgiană Borinage , și - deja - pentru unii intelectuali esteți neomoderniști sau declarat naționali, cât și pentru poporul roman la ceas de taină, țăranul poet pe numele Traian Dorz după două veacuri de ignorare cosmopolită ori ură miltoniană, este o piatră lirică dușmănită de zidari, care acum nu-și mai are locul - de iure și de facto - în conștiința romanească decât în bizarul raft unu, alături de Alecsandri, Eminescu, Macedonski, Bacovia, Urmuz, Arghezi, Radu Gyr, Lucian Blaga, George Coșbuc, Octavian Goga, Ion Pillat, Mircea Vulcănescu ori V. Voiculescu, sau a unor oameni pionieri ai ideilor romanești și ducerea lor dincolo de secularism și postmodernismul social, din care fac parte Constantin Noica, cerchiștii și marea critică de școală romanească, ori în ziua de azi tinerii basarabeni ori clujeanca de confesiune greco-catolică R. Cesereanu, astfel Traian Dorz intrand nu doar, peren, în conștiința ci cat și în cultura romanească, nemaifiind doar cel mai bun poet creștin roman și atat, ci un mare maestru ca cei din vechimea Prerenascentistă, făcand din puținele personagii ale Treimei, suflet și identitate lirică, intrand în patrimoniul numit Romania, vecinic și simplu ca Rugăciunea lui Constantin Brâncuși.

## Memoria
Distribuirea operelor sale constituie obiectul de activitate al Editurii Oastea Domnului din Sibiu; ele sunt republicate și de alte edituri creștine din țară.
La Cluj-Napoca a avut loc un eveniment comemorativ la 20 de ani de la moartea lui Traian Dorz, organizat de Biserica Ortodoxă Română. Anual au loc adunări la Mizieș.